# Pomniki przyrody w Międzyzdrojach
Pomniki przyrody w Międzyzdrojach – znaczną część pomników przyrody znajdujących się w granicach gminy Międzyzdroje, w tym także w samym mieście Międzyzdroje, powołała rada miejska na przełomie lat 2003/2004 (Dz.Urz. z 2004 r. Nr 12, poz. 227), przy czym decyzje te zostały ponowione w 2014 r. (Dz. Urz. z 2014 r., poz. 3777, Szczecin, dnia 8.10.2014 r.) W międzyczasie zniesiono ochronę niektórych z nich. W Centralnym Rejestrze Form Ochrony Przyrody w połowie 2015 r. w granicach miasta uwzględniono 30 pomników przyrody, z czego wszystkie to drzewa. Większości nadano imiona. Nawiązują one do charakteru okolicy pomnika lub historii. Część z nich wybrano w konkursie zorganizowanym w 2012 r. W 2012 r. dwadzieścia drzew uznanych za pomniki przyrody włączono do ścieżki przyrodniczej „Szlakiem drzew pomnikowych”. Ponieważ niektóre występują parami, ścieżka składa się z 15 punktów. Najstarszym z nich jest dąb szypułkowy „Regalinda” o wieku szacowanym na 350–400 lat, najmłodszym kasztan jadalny „Maron”, posadzony w połowie XX w.
| Nr | Lokalizacja                                                                         | Forma, gatunek, uwagi | Nazwa | Wymiary przy powołaniu (obwód [cm]/wysokość [m]) | Data uznania i akty prawne | Zdjęcie |
| 1  | ul. Gryfa Pomorskiego 70, górka na terenie ośrodka wczasowego                       | pojedyncze drzewo (buk zwyczajny) | Buki Quistorpa (1) | 150 lub 160/21 lub 16                            | 2004-03-06 Dz.Urz. z 2004 r. Nr 12, poz. 227, Dz. Urz. z 2014 r., poz. 3777, Szczecin, dnia 8.10.2014 r. |         |
| 2  | ul. Gryfa Pomorskiego 70, górka na terenie ośrodka wczasowego                       | pojedyncze drzewo (buk zwyczajny) | Buki Quistorpa (2) | 195 lub 200/21 lub 16                            | 2004-03-06 Dz.Urz. z 2004 r. Nr 12, poz. 227, Dz. Urz. z 2014 r., poz. 3777, Szczecin, dnia 8.10.2014 r. |         |
| 3  | ul. Gryfa Pomorskiego 70, górka na terenie ośrodka wczasowego                       | pojedyncze drzewo (buk zwyczajny) | Buki Quistorpa (3) | 240 lub 252/21 lub 16                            | 2004-03-06 Dz.Urz. z 2004 r. Nr 12, poz. 227, Dz. Urz. z 2014 r., poz. 3777, Szczecin, dnia 8.10.2014 r. |         |
| 4  | ul. Gryfa Pomorskiego 70, górka na terenie ośrodka wczasowego                       | pojedyncze drzewo (buk zwyczajny) | brak | 340 lub 330/30 lub 16                            | 2004-03-06 Dz.Urz. z 2004 r. Nr 12, poz. 227, Dz. Urz. z 2014 r., poz. 3777, Szczecin, dnia 8.10.2014 r. |         |
| 5  | ul. Bukowa 1, przy drodze                                                           | pojedyncze drzewo (buk zwyczajny) (brak w Centralnym Rejestrze Form Ochrony Przyrody) | brak | 455/30                                           | 2004-03-06 Dz.Urz. z 2004 r. Nr 12, poz. 227, brak w późniejszych aktach |         |
| 6  | ul. Zwycięstwa 9                                                                    | pojedyncze drzewo (bukszpan wieczniezielony), największy okaz na Wolinie i jeden z większych w regionie, wiek 80 lat, punkt 11 ścieżki przyrodniczej                                           | Aptekarz, nawiązuje do pobliskiej apteki, nadana w wyniku konkursu w 2012 r.                                                        | 20-36, 20, 20, 26, 36/4-5, 6 lub 7               | 2004-03-06 Dz.Urz. z 2004 r. Nr 12, poz. 227, Dz. Urz. z 2014 r., poz. 3777, Szczecin, dnia 8.10.2014 r. |         |
| 7  | ul. Gryfa Pomorskiego 12                                                            | pojedyncze drzewo (cis pospolity), wiek 60–70 lat, punkt 4 ścieżki przyrodniczej | Bieliki (1), nawiązuje do bielików – ptaków symbolizujących Woliński Park Narodowy, nadana po konkursie w 2012 r.                   | 117/29 lub 12                                    | 2004-03-06 Dz.Urz. z 2004 r. Nr 12, poz. 227, Dz. Urz. z 2014 r., poz. 3777, Szczecin, dnia 8.10.2014 r. |         |
| 8  | ul. Gryfa Pomorskiego 12                                                            | pojedyncze drzewo (cis pospolity), uwagi jak wyżej | Bieliki (2) | 60 lub 60, 90/29 lub 11                          | 2004-03-06 Dz.Urz. z 2004 r. Nr 12, poz. 227, Dz. Urz. z 2014 r., poz. 3777, Szczecin, dnia 8.10.2014 r. |         |
| 9  | ul. Gryfa Pomorskiego, róg placu Neptuna                                            | pojedyncze drzewo (cis pospolity), wiek 60–70 lat, punkt 5 ścieżki przyrodniczej | Strażnicy (1), nawiązuje do książąt pomorskich jako strażników wolińskich ośrodków                                                  | 180/8 lub 10                                     | 2004-03-06 Dz.Urz. z 2004 r. Nr 12, poz. 227, Dz. Urz. z 2014 r., poz. 3777, Szczecin, dnia 8.10.2014 r. |         |
| 10 | ul. Gryfa Pomorskiego, róg placu Neptuna                                            | pojedyncze drzewo (cis pospolity), uwagi jak wyżej | Strażnicy (2) | 90/8 lub 10                                      | 2004-03-06 Dz.Urz. z 2004 r. Nr 12, poz. 227, Dz. Urz. z 2014 r., poz. 3777, Szczecin, dnia 8.10.2014 r. |         |
| 11 | ul. Książąt Pomorskich 25                                                           | pojedyncze drzewo (cis pospolity), wiek 80–90 lat | Wojowie (1), nadana po konkursie w 2012 r.                                                                                          | 128/12                                           | 2004-03-06 Dz.Urz. z 2004 r. Nr 12, poz. 227, Dz. Urz. z 2014 r., poz. 3777, Szczecin, dnia 8.10.2014 r. |         |
| 12 | ul. Książąt Pomorskich 25                                                           | pojedyncze drzewo (cis pospolity) | Wojowie (2), nadana po konkursie w 2012 r.                                                                                          | 82/12 lub 13                                     | 2004-03-06 Dz.Urz. z 2004 r. Nr 12, poz. 227, Dz. Urz. z 2014 r., poz. 3777, Szczecin, dnia 8.10.2014 r. |         |
| 13 | ul. Myśliwska 21                                                                    | pojedyncze drzewo (cis pospolity), wiek 70–90 lat | Bursztyn, nawiązuje do znajdowanego nad Bałtykiem bursztynu, nadana po konkursie w 2012 r.                                          | 80, 130 lub 80, 137/8 lub 11                     | 2004-03-06 Dz.Urz. z 2004 r. Nr 12, poz. 227, Dz. Urz. z 2014 r., poz. 3777, Szczecin, dnia 8.10.2014 r. |         |
| 14 | ul. Zwycięstwa 41                                                                   | pojedyncze drzewo (cis pospolity), wiek 200 lat, punkt 12 ścieżki przyrodniczej (razem z cisem Jagiełłą)                                                                                       | Jadwiga, nawiązuje do królowej Jadwigi                                                                                              | 98 lub 94/8, 11 lub 12                           | 2004-03-06 Dz.Urz. z 2004 r. Nr 12, poz. 227, Dz. Urz. z 2014 r., poz. 3777, Szczecin, dnia 8.10.2014 r. |         |
| 15 | ul. Zwycięstwa 41                                                                   | pojedyncze drzewo (cis pospolity), wiek 200 lat, punkt 12 ścieżki przyrodniczej (razem z cisem Jadwigą)                                                                                        | Jagiełło, nawiązuje do króla Jagiełły                                                                                               | 147 lub 140/8 lub 12                             | 2004-03-06 Dz.Urz. z 2004 r. Nr 12, poz. 227, Dz. Urz. z 2014 r., poz. 3777, Szczecin, dnia 8.10.2014 r. |         |
| 16 | ul. Lipowa 2a                                                                       | pojedyncze drzewo (dąb bezszypułkowy), wiek 180–200 lat, punkt 9 ścieżki przyrodniczej, pozostałość dziewiętnastowiecznej alei prowadzącej do kościoła                                         | Barnim, nawiązuje do Barnima IX, nadana w wyniku konkursu w 2012 r. (w CRFOP nazwa z literówką Barmin)                              | 301/25, 18 lub 19                                | 2004-03-06 Dz.Urz. z 2004 r. Nr 12, poz. 227, Dz. Urz. z 2014 r., poz. 3777, Szczecin, dnia 8.10.2014 r. |         |
| 17 | ul. Lipowa 4a                                                                       | pojedyncze drzewo (dąb bezszypułkowy), wiek 180–200 lat, punkt 10 ścieżki przyrodniczej, pozostałość dziewiętnastowiecznej alei prowadzącej do kościoła                                        | Apostoł, nawiązuje do apostoła Piotra, patrona parafii, przed której plebanią stoi, nadana w wyniku konkursu w 2012 r.              | 370/30, 18 lub 19                                | 2004-03-06 Dz.Urz. z 2004 r. Nr 12, poz. 227, Dz. Urz. z 2014 r., poz. 3777, Szczecin, dnia 8.10.2014 r. z dnia 29 grudnia 2003 r. w sprawie wprowadzenia indywidualnej ochrony przyrody w drodze uznania za pomnik przyrody (Dz.Urz. z 2004 r. Nr 12, poz. 227), Dz. Urz. z 2014 r., poz. 3777, Szczecin, dnia 8.10.2014 r. |         |
| 18 | ul. Spokojna róg ul. Gryfa Pomorskiego 36 (działka nr 50/1, obręb 20)               | pojedyncze drzewo (dąb bezszypułkowy), wiek 350 lat, punkt 2 ścieżki przyrodniczej | Karczmarz, związana z legendą o karczmie, którą miał chronić przed zasypaniem                                                       | 530/26 lub 20                                    | 2004-03-06 Dz.Urz. z 2004 r. Nr 12, poz. 227, Dz. Urz. z 2014 r., poz. 3777, Szczecin, dnia 8.10.2014 r. |         |
| 19 | ul. Ludowa 2a                                                                       | pojedyncze drzewo (dąb szypułkowy), wiek 200–250 lat, punkt 13 ścieżki przyrodniczej | Warcisław I, nawiązuje do księcia Warcisława I, nadana w wyniku konkursu w 2012 r.                                                  | 393 lub 392/25 lub 18                            | 2004-03-06 Dz.Urz. z 2004 r. Nr 12, poz. 227, Dz. Urz. z 2014 r., poz. 3777, Szczecin, dnia 8.10.2014 r. |         |
| 20 | ul. Bohaterów Warszawy 1, róg ul. Wesołej 4 (działka nr 9/1, obręb 20)              | pojedyncze drzewo (dąb szypułkowy) | Telesfor | 580/19 lub 22                                    | 2004-03-06 Dz.Urz. z 2004 r. Nr 12, poz. 227, Dz. Urz. z 2014 r., poz. 3777, Szczecin, dnia 8.10.2014 r. |         |
| 21 | ul. Kolejowa 15                                                                     | pojedyncze drzewo (dąb szypułkowy), wiek 150–200 lat, punkt 6 ścieżki przyrodniczej | Bolko, nawiązuje do Bolesława Chrobrego                                                                                             | 341 lub 330/22, 16 lub 17                        | 2004-03-06 Dz.Urz. z 2004 r. Nr 12, poz. 227, Dz. Urz. z 2014 r., poz. 3777, Szczecin, dnia 8.10.2014 r. |         |
| 22 | ul. Kolejowa 24                                                                     | pojedyncze drzewo (dąb szypułkowy lub bezszypułkowy), wiek 150–200 lat, punkt 7 ścieżki przyrodniczej                                                                                          | Storada lub Storrada, nawiązuje do królowej Storrady                                                                                | 385 lub 380/26 lub 16                            | 2004-03-06 Dz.Urz. z 2004 r. Nr 12, poz. 227, Dz. Urz. z 2014 r., poz. 3777, Szczecin, dnia 8.10.2014 r. |         |
| 23 | ul. Kolejowa 35a, róg ul. Ustronie Morskie                                          | pojedyncze drzewo (dąb szypułkowy lub bezszypułkowy), wiek 350–400 lat, punkt 8 ścieżki przyrodniczej i jej najstarszy obiekt, jak również jeden z najstarszych dębów bezszypułkowych w Polsce | Regalinda, nawiązuje do księżniczki Regelindy                                                                                       | 470/24                                           | 2004-03-06 Dz.Urz. z 2004 r. Nr 12, poz. 227, Dz. Urz. z 2014 r., poz. 3777, Szczecin, dnia 8.10.2014 r. |         |
| 24 | ul. Zdrojowa 17/19, przy pensjonacie Telimena                                       | pojedyncze drzewo (dąb szypułkowy), wiek 150 lat, relikt puszcz nawydmowych | Pan Tadeusz, nawiązuje do poematu Pan Tadeusz, a także metaforycznie do uzdrawiania za pomocą poezji, nadana po konkursie w 2012 r. | 320 lub 308/26 lub 22                            | 2004-03-06 Dz.Urz. z 2004 r. Nr 12, poz. 227, Dz. Urz. z 2014 r., poz. 3777, Szczecin, dnia 8.10.2014 r. |         |
| 25 | ul. Gryfa Pomorskiego, róg ul. Dąbrówki (działka nr 405, obręb 20)                  | pojedyncze drzewo (kasztan jadalny), wiek ok. 40–50 lat, punkt 1 ścieżki przyrodniczej | Maron | 130/9 lub 14                                     | 2004-03-06 Dz.Urz. z 2004 r. Nr 12, poz. 227, Dz. Urz. z 2014 r., poz. 3777, Szczecin, dnia 8.10.2014 r. |         |
| 26 | ul. Ludowa 19                                                                       | pojedyncze drzewo (sosna zwyczajna porośnięta bluszczem pospolitym), wiek 100–120 lat, punkt 14 ścieżki przyrodniczej, pozostałość roślinności dawnej wydmy szarej                             | Przytuleni, nadana po konkursie w 2012 r.                                                                                           | 180, 48/9, 10 lub 12                             | 2004-03-06 Dz.Urz. z 2004 r. Nr 12, poz. 227, Dz. Urz. z 2014 r., poz. 3777, Szczecin, dnia 8.10.2014 r. |         |
| 27 | ul. Bohaterów Warszawy vis-a-vis numeru 16                                          | pojedyncze drzewo (czereśnia), wiek 60–70 lat, punkt 3. ścieżki przyrodniczej | Rybitwy, nawiązuje do rybitw – nadmorskich ptaków, nadana po konkursie w 2012 r.                                                    | 200 lub 195/9 lub 19                             | 2004-03-06 Dz.Urz. z 2004 r. Nr 12, poz. 227, Dz. Urz. z 2014 r., poz. 3777, Szczecin, dnia 8.10.2014 r. |         |
| 28 | ul. Bohaterów Warszawy vis-a-vis numeru 16                                          | pojedyncze drzewo (czereśnia), uwagi jak wyżej | Rybitwy | 160/9 lub 17                                     | 2004-03-06 Dz.Urz. z 2004 r. Nr 12, poz. 227, Dz. Urz. z 2014 r., poz. 3777, Szczecin, dnia 8.10.2014 r. |         |
| 29 | ul. Ludowa 10                                                                       | pojedyncze drzewo (żywotnik olbrzymi), wiek 100–120 lat, punkt 15 ścieżki przyrodniczej (razem z drugim żywotnikiem), jeden z najgrubszych okazów gatunku w Polsce                             | Rybacy (1), nadana po konkursie w 2012 r.                                                                                           | 28 lub 18                                        | 2004-03-06 Dz.Urz. z 2004 r. Nr 12, poz. 227, Dz. Urz. z 2014 r., poz. 3777, Szczecin, dnia 8.10.2014 r. |         |
| 30 | ul. Ludowa 10                                                                       | pojedyncze drzewo (żywotnik olbrzymi), wiek 100–120 lat, punkt 15 ścieżki przyrodniczej (razem z drugim żywotnikiem)                                                                           | Rybacy (2), nadana po konkursie w 2012 r.                                                                                           | 210 lub 194/28, 21 lub 18                        | 2004-03-06 Dz.Urz. z 2004 r. Nr 12, poz. 227, Dz. Urz. z 2014 r., poz. 3777, Szczecin, dnia 8.10.2014 r. |         |
| 31 | pas techniczny wybrzeża (od ulicy Bohaterów Warszawy) na działce nr 430/3, obręb 20 | pojedyncze drzewo (jesion mannowy), wiek 85 lat | Gryf, nawiązuje do dawnego pobliskiego pawilonu „Gryf” i gryfa związanego legendą z Pomorzem                                        | 48, 52, 62/ok. 8                                 | 2012-07-25 Uchwała Nr XXV/232/12 Rady Miejskiej w Międzyzdrojach z dnia 31 maja 2012 r. w sprawie ustanowienia pomnika przyrody (Dz.Urz. z 2012 r. poz. 1588) |         |
| 32 | ulica Tysiąclecia Państwa Polskiego 23 na działce nr 397, obręb 20                  | pojedyncze drzewo (buk zwyczajny), ochrona zniesiona w 2009 | |                                                  | 2004-03-06 Dz.Urz. z 2004 r. Nr 12, poz. 227, Dz. Urz. Woj. 2009.84.2199 |         |